# Bộ Khuyển (犬)
Bộ Khuyển, bộ thứ 94 có nghĩa là "chó" là 1 trong 34 bộ có 4 nét trong số 214 bộ thủ Khang Hy.
Trong Từ điển Khang Hy có 444 chữ (trong số hơn 40.000) được tìm thấy chứa bộ này.

## Tự hình Bộ Khuyển (犬)

Giáp cốt văn
Kim văn
Đại triện
Tiểu triện

## Chữ thuộc Bộ Khuyển (犬)
| Số nét bổ sung | Chữ                                                                                          |
| -------------- | -------------------------------------------------------------------------------------------- |
| 0              | 犬 犭                                                                                        |
| 1              | 犮                                                                                           |
| 2              | 犯 犰                                                                                        |
| 3              | 犱 犲 犳 犴 犵 状 犷 犸                                                                      |
| 4              | 犹 犺 犻 犼 犽 犾 犿 狀 狁 狂 狃 狄 狅 狆 狇 狈                                              |
| 5              | 狉 狊 狋 狌 狍 狎 狏 狐 狑 狒 狓 狔 狕 狖 狗 狘 狙 狚 狛 狜 狝 狞                            |
| 6              | 狟 狠 狡 狢 狣 狤 狥 狦 狧 狨 狩 狪 狫 独 狭 狮 狯 狰 狱 狲                                  |
| 7              | 倐 狳 狴 狵 狶 狷 狸 狹 狺 狻 狼 狽 狾 狿 猀 猁 猂 猃                                        |
| 8              | 猄 猅 猆 猇 猈 猉 猊 猋 猌 猍 猎 猏 猐 猑 猒 猓 猔 猕 猖 猗 猘 猙 猚 猛 猜 猝 猞 猟 猠 猡 猪 |
| 9              | 猢 猣 猤 猥 猦 猧 猨 猩 猫 猬 猭 献 猯 猰 猱 猲 猳 猴 猵 猶 猷 猸 猹 獓                      |
| 10             | 猺 猻 猼 猽 猾 猿 獀 獁 獂 獃 獄 獅 獆 獇 獈 獉 獊                                           |
| 11             | 獌 獍 獎 獏 獐 獑 獒 獔 獕                                                                   |
| 12             | 獋 獖 獗 獘 獙 獚 獛 獜 獝 獞 獟 獠 獡 獢 獣 獤                                              |
| 13             | 獥 獦 獧 獨 獩 獪 獫 獬 獭                                                                   |
| 14             | 獮 獯 獰 獱 獲 獳 獴                                                                         |
| 15             | 獵 獶 獷 獸                                                                                  |
| 16             | 獹 獺 獻                                                                                     |
| 17             | 獼 獽                                                                                        |
| 18             | 獾 獿                                                                                        |
| 19             | 玀                                                                                           |
| 20             | 玁 玂 玃                                                                                     |